# Stropnická (Praha)
Stropnická je název ulice v lokalitě Hutě (Na Hutích) v katastrálním území Hloubětín (celá západní strana a menší část východní strany v severním úseku) a Kyje (většina východní strany), v Praze 14. Spojuje ulice Cvrčkovu a Za Černým mostem. Ze západu do ní ústí ulice Nad Hutěmi, z východu do ní ústí ulice Vírská. Ulice probíhá přibližným severojižním směrem, jižní část je jednosměrná.

## Historie a názvy
Před připojením Kyjí k Praze v roce 1968 byla pojmenována podle českého prozaika, dramatika a politika Aloise Jiráska (1851–1930) a nesla název Jiráskova. Mnoho ulic v Kyjích a Hloubětíně je pojmenováno podle řek a vodních ploch, k nim se zařadila i tato ulice, když byla v roce 1968 pojmenována podle jihočeské řeky Stropnice, která je největším pravostranným přítokem Malše. V roce 2008 byla ulice prodloužena severním směrem.

## Zástavba a charakter ulice
Zástavba má charakter jednopatrových rodinných domů se zahradami, domy na západní straně ulice mají unifikovanou podobu. Charakterizují je fasády částečně z neomítnutých cihel. Úzká ulice nemá chodníky, je opatřena dopravní značkou obytná zóna. Povrch je převážně proveden ze zámkové dlažby.